# فرودگاه هرتزلیا

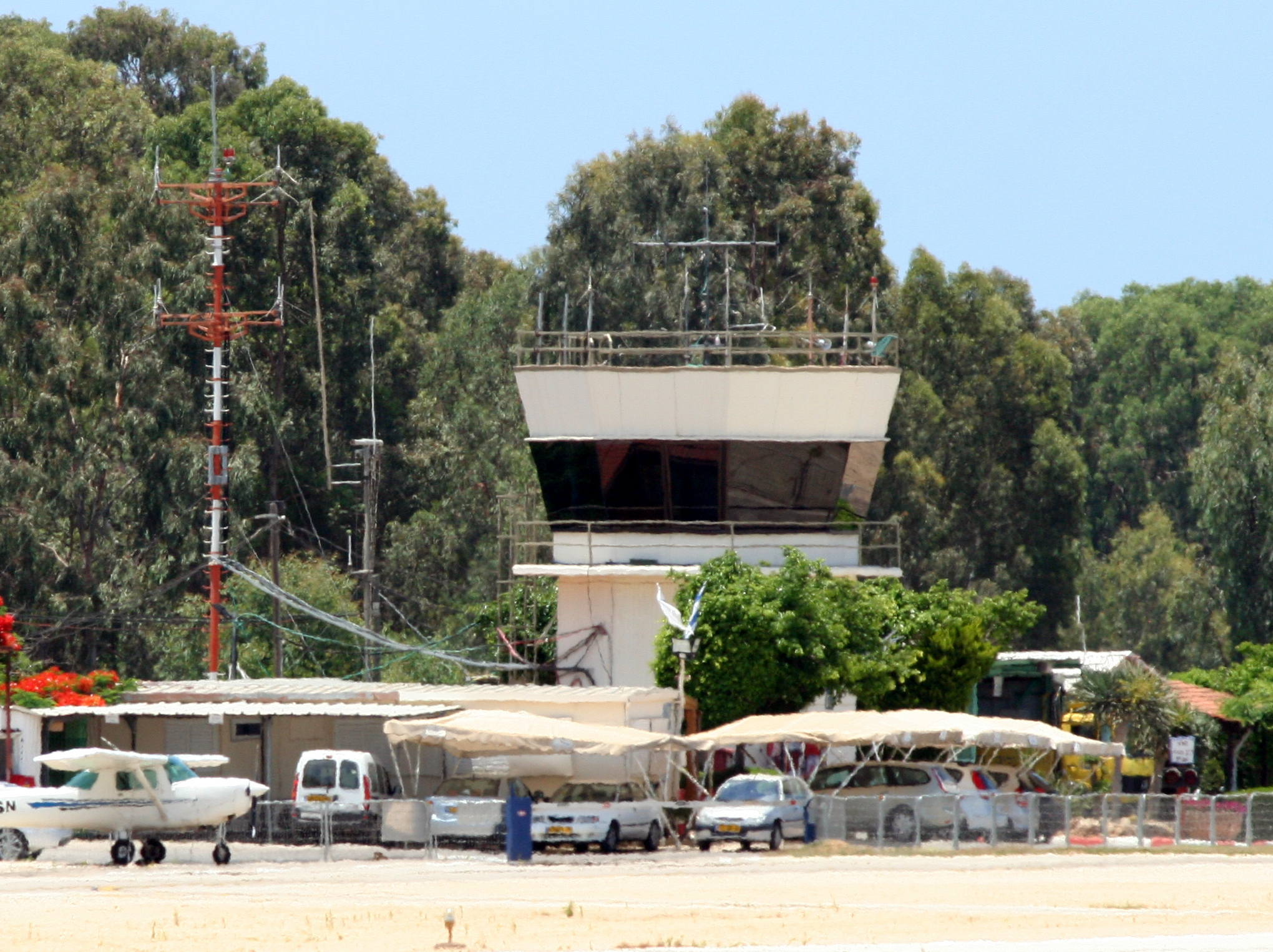
فرودگاه هرتزلیا

فرودگاه هرتزلیا (به انگلیسی: Herzliya Airport) یک فرودگاه همگانی است که یک باند فرود آسفالت دارد و طول باند آن ۹۰۳ متر است. این فرودگاه در شهر هرتزلیا واقع در سرزمین های اشغالی اسرائیل قرار دارد و در ارتفاع ۳۷ متری از سطح دریا واقع شده‌است.